# Si això és un home
Si això és un home (italià: Se questo è un uomo) és una obra escrita l'any 1947 per Primo Levi, supervivent dels camps d'extermini d'Auschwitz, amb la intenció de fer arribar a la humanitat un material de primer ordre per a l'estudi de l'ànima i el comportament humans. Aquest llibre és, per tant, un testimoni colpidor de la vida i la supervivència a l'infern dels camps de concentració alemanys en territori polonès durant els últims anys de l'ocupació nazi; però també és, i sobretot, una anàlisi ponderada —en la mesura que això és possible— de la dignitat i de l'abjecció de l'home enfrontat a l'extermini. Escrit amb una prosa vivíssima i gens afectada, la lectura de Si això és un home emociona el lector i alhora li permet de fondejar en les grandeses i les misèries de l'existència humana. Si això és un home ha estat traduït a moltes llengües, entre d'altres al català per Edicions 62 amb traducció de Francesc Miravitlles Salvador.
Tot i que avui és un dels llibres més coneguts, valorats i traduïts, el manuscrit fou rebutjat per l'editorial Einaudi dues vegades; l'any 1947, per l'opinió tant de Natalia Ginzburg, que llavors hi treballava d'assessora, com de Cesare Pavese, que considerava que ja hi havia massa literatura sobre l'Holocaust. El 1952, Einaudi es torna a negar a publicar-lo. La primera edició veu la llum amb la petita editorial Francesco De Silva, el 1947, amb un dibuix dels Desastres de la guerra de Francisco de Goya a la sobrecoberta i amb tirada de només 2.500 exemplars dels quals bona part van acabar en un magatzem a Florència. L'editor decideix substituir el títol que proposava Primo Levi, Els submergits i els salvats (que Levi aprofitarà per al seu darrer llibre quaranta anys després dels fets), amb el famós Si això és un home, procedent del poema que precedeix el relat i inspirat en les paraules inicials de la Shemà Israel:

Els que viviu segurs 

A les vostres cases escalfades

Els que trobeu en tornar al vespre

El sopar calent i cares amigues:

Considereu si això és un home,

Qui treballa en el fang

Qui no coneix la pau 

Qui lluita per un tros de pa

Qui mor per un sí o per un no.

Considereu si això és una dona,

Sense cabells i sense nom

Sense forces per recordar

Els ulls buits i el ventre fred 

Com una granota a l'hivern.

Penseu que això ha passat:

Us confio aquestes paraules.

Graveu-les al vostre cor

Quan sigueu a casa o aneu pel carrer,

Quan us fiqueu al llit o us lleveu;

Repetiu-les als vostres infants.

O que se us ensorri la casa, 

La malaltia us impossibiliti,

Els vostres fills us girin la cara.

Finalment, el 1958 Einaudi publica una reimpressió corregida i augmentada amb sobrecoberta de Bruno Munari amb text d'Italo Calvino i l'èxit comença a arribar —paradoxalment— a partir del 1961 quan l'editorial Fischer el tradueix a Alemanya.